# Razisea spicata
Razisea spicata är en akantusväxtart som beskrevs av Oerst.. Razisea spicata ingår i släktet Razisea och familjen akantusväxter. Inga underarter finns listade i Catalogue of Life.